# Coneconam
Coneconam (Cawnacome; ponegdje Coneconarn Cawnacome, Po Specku (1928) jedna od 9 glavnih skupina Wampanoaga. Njihovo područje poznato je kao Manomet, a prostiralo se od Manometa do Woods Holea u Massachusettsu. Ime nosi po sachemu Coneconamu iz ranog 17. stoljeća.